# Eparchia di Salechard

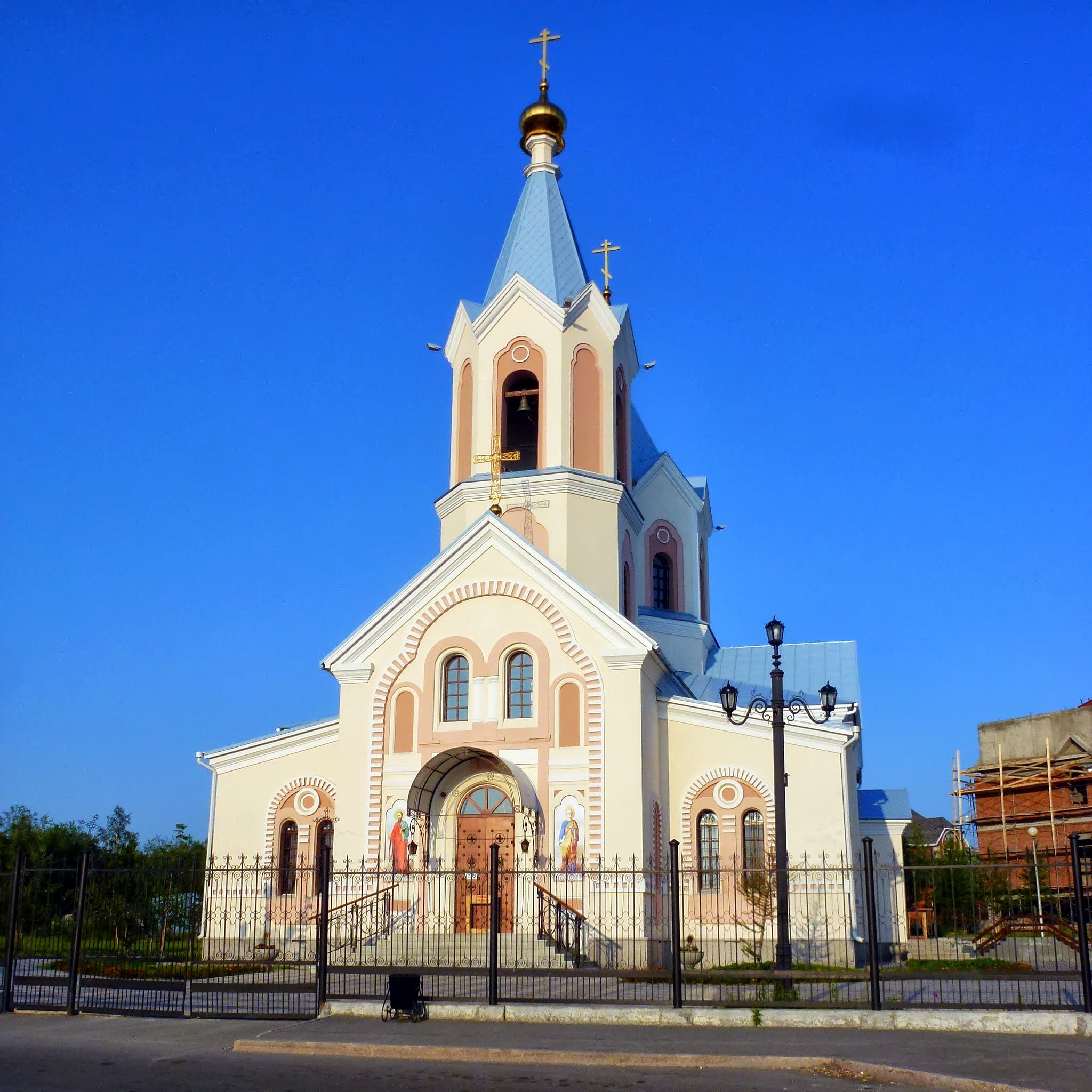
La cattedrale dei Santi Pietro e Paolo di Salechard.

L'eparchia di Salechard (in russo Салехардская епархия?) è una diocesi della Chiesa ortodossa russa.

## Territorio
L'eparchia comprende il circondario autonomo Jamalo-Nenec nel circondario federale degli Urali.
Sede eparchiale è la città di Salechard, dove si trova la cattedrale dei Santi Pietro e Paolo.
L'eparca ha il titolo ufficiale di «eparca di Salechard e Novyj Urengoj».

## Storia
L'eparchia è stata eretta dal Santo Sinodo della Chiesa ortodossa russa il 30 maggio 2011, ricavandone il territorio dall'eparchia di Tobol'sk.